# Список 22 лучших игроков Федерации хоккея с мячом СССР (России)
Начиная с 1960 года Федерацией хоккея с мячом СССР / России составляются официальные списки лучших хоккеистов по итогам каждого сезона. В 1965—1967, 1990, 2020 годах такие списки не утверждались. В 1968 и 1969 годах определялись 33 лучших игрока, в 2017 году — 24 лучших, в остальные годы — 22. С 1970 года Федерация определяет ежегодно и четырёх сильнейших хоккеистов сезона — по одному в каждой игровой линии (выделены курсивом).
Определение лауреатов в период СССР в большинстве случаев определялось тренерским советом, с 2000-х годов и по настоящее время — голосованием главных тренеров команд Суперлиги.
За всё время в числе лучших были названы 240 хоккеистов, представляющие 22 клуба.
К 55-летию хоккея с мячом, экспертами, пишущими о спорте, названы символические команды, начиная с 1936 года, включая 1965—1967 и 1990 годы.

## 1936
Вратари: Валентин Гранаткин (Локомотив М), Михаил Симонов («Динамо» Л). Защитники: Павел Коротков («Динамо» М), Лев Корчебоков («Динамо» М), Андрей Старостин (Спартак М), Александр Виноградов («Буревестник» М). Полузащитники: Сергей Ильин («Динамо» М), Константин Квашнин («Динамо» М), Николай Старостин (Спартак М), Валентин Фёдоров («Динамо» Л), Владимир Воног (Кировский завод), Павел Батырев («Динамо» Л). Нападающие: Василий Трофимов (Трудкоммуна им. Ягоды), Михаил Якушин «Динамо» М), Михаил Бутусов «Динамо» Л), Пётр Дементьев «Динамо» Л), Иван Кочетков (ЦДКА), Василий Смирнов «Динамо» М), Павел Савостьянов «Динамо» М), Николай Поставнин (Крылья Советов М), Александр Игумнов (Спартак М), Николай Медведев (Трудкоммуна им. Ягоды).

## 1950
Вратари: Анатолий Мельников (Спартак М), Александр Маскинский (ОДО Св). Защитники: Виктор Соколов (Спартак М), Феоктист Коптелов (ОДО Св), Иван Фролов (ОДО Св), Николай Артёмов («Динамо» М). Полузащитники: Сергей Ильин («Динамо» М), Альвиан Кузнецов (ОДО Св), Иван Давыдов («Динамо» М), Константин Малинин (Спартак М), Алексей Васильев (ОДО Св), Владимир Понугаев (КВИФК им. Ленина). Нападающие: Сергей Соловьёв («Динамо» М), Василий Трофимов («Динамо» М), Михаил Якушин («Динамо» М), Павел Губин (ОДО Св), Владимир Савдунин («Динамо» М), Борис Петров («Динамо» М), Николай Дементьев (Спартак М), Виктор Листиков (Спартак М), Виктор Голованов («Труд» Клнгр), Михаил Орехов (КВИФК им. Ленина).

## 1951
Вратари: Анатолий Мельников (Спартак М), Сергей Андреев («Динамо» М). Защитники: Виктор Соколов (Спартак М), Феоктист Коптелов (ОДО Св), Анатолий Голубев (ОДО Св), Николай Артёмов («Динамо» М). Полузащитники: Сергей Ильин («Динамо» М), Алексей Васильев (ОДО Св), Иван Давыдов («Динамо» М), Константин Малинин (Спартак М), Альвиан Кузнецов (ОДО Св), Владимир Понугаев (КВИФК им. Ленина). Нападающие: Сергей Соловьёв («Динамо» М), Василий Трофимов («Динамо» М), Владимир Савдунин («Динамо» М), Всеволод Блинков («Динамо» М), Николай Медведев («Динамо» М), Борис Петров («Динамо» М), Николай Дементьев (Спартак М), Василий Бузунов (ОДО Св), Павел Губин (ОДО Св), Михаил Орехов (КВИФК им. Ленина).

## 1952
Вратари: Анатолий Мельников (Спартак М), Алексей Матчин («Динамо» М). Защитники: Анатолий Голубев (ОДО Св), Феоктист Коптелов (ОДО Св), Виктор Соколов (Спартак М), Иван Фролов (ОДО Св), Николай Артёмов («Динамо» М), Василий Комаров («Динамо» М). Полузащитники: Альвиан Кузнецов (ОДО Св), Иван Давыдов («Динамо» М), Константин Малинин (Спартак М), Владимир Понугаев (КВИФК им. Ленина). Нападающие: Владимир Савдунин («Динамо» М), Василий Трофимов («Динамо» М), Василий Бузунов (ОДО Св), Всеволод Блинков («Динамо» М), Михаил Орехов (КВИФК им. Ленина), Сергей Соловьёв («Динамо» М), Борис Петров («Динамо» М), Владимир Смирнов (Спартак М), Павел Губин (ОДО Св), Николай Медведев («Динамо» М).

## 1953
Вратари: Анатолий Мельников («Буревестник» М), Ленин Арефьев (ОДО Св). Защитники: Анатолий Голубев (ОДО Св), Феоктист Коптелов (ОДО Св), Иван Фролов (ОДО Св), Николай Артёмов («Динамо» М), Сергей Богданов (ОДО Рига). Полузащитники: Александр Зайцев («Буревестник» М), Альвиан Кузнецов (ОДО Св), Алексей Васильев (ОДО Св), Сергей Ильин («Динамо» М), Иван Давыдов («Динамо» М), . Нападающие: Владимир Савдунин («Динамо» М), Николай Мартынов (Трактор Красноярск), Леонид Огерчук (ОДО Рига), Павел Губин (ОДО Св), Михаил Орехов (КВИФК им. Ленина), Борис Петров (ОДО Св), Станислав Холмогоров (ОДО Рига), Николай Борцов (ОДО Св), Дмитрий Ликучёв (КВИФК им. Ленина), Николай Медведев («Динамо» М).

## 1954
Вратари: Анатолий Мельников (ЦДСА), Евгений Климанов (ЦДСА). Защитники: Владимир Быков (ЦДСА), Виктор Чигирин (ЦДСА), Феоктист Коптелов (ОДО Св), Михаил Гащенков (ЦДСА), Анатолий Голубев (ОДО Св). Полузащитники: Иван Давыдов («Динамо» М), Алексей Васильев (ЦДСА), Александр Зайцев («Буревестник» Москва), Альвиан Кузнецов (ОДО Св), Борис Рундин (ЦДСА). Нападающие: Владимир Меньшиков (ЦДСА), Вениамин Быстров (ЦДСА), Николай Мартынов (Трактор Красноярск), Владимир Каравдин (ОДО Св), Михаил Орехов (ЦДСА), Борис Петров (ОДО Св), Владимир Елизаров (ЦДСА), Всеволод Блинков («Динамо» М), Валентин Атаманычев (ОДО Св), Владимир Савдунин («Динамо» М).

## 1955
Вратари: Евгений Климанов (ЦСК МО), Анатолий Мельников (ЦСК МО). Защитники: Владимир Быков (ЦСК МО), Виктор Чигирин (ЦСК МО), Михаил Гащенков (ЦСК МО), Анатолий Голубев (ОДО Св), Феоктист Коптелов (ОДО Св). Полузащитники: Алексей Васильев (ЦСК МО), Борис Рундин (ЦСК МО), Николай Дураков (ОДО Св), Иван Давыдов («Динамо» М), Альвиан Кузнецов (ОДО Св). Нападающие: Владимир Меньшиков (ЦСК МО), Анатолий Филатов (ЦСК МО), Владимир Елизаров (ЦСК МО), Валентин Атаманычев (ОДО Св), Лев Шунин (ЦСК МО), Геннадий Водянов (ЦСК МО), Василий Трофимов («Динамо» М), Николай Мартынов («Торпедо» Красноярск), Анатолий Мартынов («Торпедо» Красноярск), Анатолий Вязанкин (ОДО Хабаровск).

## 1956
Вратари: Анатолий Мельников (ЦДСА), Евгений Климанов (ЦДСА). Защитники: Виктор Чигирин (ЦДСА), Анатолий Голубев (ОДО Св), Михаил Гащенков (ЦДСА), Анатолий Панин (ОДО Хабаровск), Виктор Шеховцов (ОДО Св). Полузащитники: Николай Дураков (ОДО Св), Игорь Малахов (ЦДСА), Альвиан Кузнецов (ОДО Св), Александр Зайцев («Буревестник» М), Михаил Туркин («Буревестник» М). Нападающие: Герман Тарасевич (ОДО Св), Валентин Атаманычев (ОДО Св), Василий Трофимов («Динамо» М), Михаил Осинцев (ОДО Св), Лев Шунин (ЦДСА), Геннадий Водянов (ЦДСА), Юрий Захаров (ЦДСА), Евгений Папугин (ЦДСА), Евгений Флейшер («Динамо» М), Павел Губин (ОДО Св).

## 1957
Вратари: Анатолий Мельников (ЦСК МО), Евгений Климанов (ЦСК МО). Защитники: Виктор Чигирин (ЦСК МО), Анатолий Панин (ЦСК МО), Александр Зайцев («Буревестник» М), Анатолий Голубев (ОДО Св), Виктор Шеховцов (ОДО Св), Михаил Гащенков (ЦСК МО). Полузащитники: Михаил Туркин («Буревестник» М), Николай Дураков (ОДО Св), Юрий Шорин (ЦСК МО), Борис Рундин (ЦСК МО). Нападающие: Геннадий Водянов (ЦСК МО), Валентин Атаманычев (ОДО Св), Евгений Папугин (ЦСК МО), Александр Измоденов (ОДО Св), Михаил Осинцев (ОДО Св), Герман Тарасевич (ОДО Св), Владимир Савдунин («Динамо» М), Николай Мартынов («Торпедо» Красноярск), Анатолий Вязанкин (ОДО Хабаровск), Лев Шунин (ЦСК МО)

## 1958
Вратари: Анатолий Мельников (ЦСК МО), Юрий Школьный (ОСК Св). Защитники: Юрий Афанасьев («Буревестник» М), Анатолий Панин (ЦСК МО), Александр Зайцев («Буревестник» М), Виктор Чигирин (ЦСК МО), Михаил Гащенков (ЦСК МО), Борис Рундин (ЦСК МО). Полузащитники: Юрий Шорин (ЦСК МО), Николай Дураков (ОСК Св), Альберт Вологжанников (ОСК Св), Вячеслав Соловьев («Динамо» М). Нападающие: Герман Тарасевич (ОСК Св), Валентин Атаманычев (ОСК Св), Евгений Папугин (ЦСК МО), Александр Измоденов (ОСК Св), Михаил Осинцев (ОСК Св), Геннадий Водянов (ЦСК МО), Владимир Савдунин («Динамо» М), Николай Мартынов (Локомотив Красноярск), Анатолий Вязанкин («Динамо» М), Лев Шунин (ЦСК МО).

## 1959
Вратари: Анатолий Мельников (ЦСК МО), Юрий Школьный (СКВО Св). Защитники: Виктор Шеховцов (СКВО Св), Анатолий Панин (ЦСК МО), Александр Зайцев («Динамо» М), Юрий Афанасьев («Динамо» М), Анатолий Голубев (СКВО Св), Михаил Гащенков (ЦСК МО). Полузащитники: Юрий Шорин (ЦСК МО), Николай Дураков (СКВО Св), Альберт Вологжанников (СКВО Св), Борис Рундин (ЦСК МО), Вячеслав Соловьев («Динамо» М), Игорь Малахов (ЦСК МО). Нападающие: Геннадий Водянов (ЦСК МО), Валентин Атаманычев (СКВО Св), Евгений Папугин («Динамо» М), Александр Измоденов (СКВО Св), Михаил Осинцев (СКВО Св), Герман Тарасевич (СКВО Св), Анатолий Филатов (ЦСК МО), Анатолий Сягин («Динамо» М).

## 1960
Вратари: Анатолий Мельников (ЦСКА), Юрий Шальнов («Динамо» М). Защитники: Юрий Афанасьев, Александр Луппов («Динамо» М), Анатолий Голубев, Юрий Коротков, Виктор Шеховцов (СКА Св), Анатолий Панин, Борис Рундин (ЦСКА). Полузащитники: Николай Дураков (СКА Св), Александр Зайцев, Вячеслав Соловьев («Динамо» М), Игорь Малахов, Юрий Шорин (ЦСКА). Нападающие: Валентин Атаманычев, Александр Измоденов, Михаил Осинцев (СКА Св), Геннадий Водянов, Геннадий Екимов (ЦСКА), Валерий Маслов («Труд» Клнгр), Евгений Папугин, Анатолий Сягин («Динамо» М).

## 1961
Вратари: Анатолий Мельников (ЦСКА), Юрий Шальнов («Динамо» М). Защитники: Анатолий Голубев, Николай Назаров, Виктор Шеховцов (СКА Св), Виталий Данилов («Труд» Клнгр), Александр Луппов («Динамо» М), Анатолий Панин (ЦСКА). Полузащитники: Юрий Афанасьев, Альберт Вологжанников, Александр Зайцев, Вячеслав Соловьев («Динамо» М), Николай Дураков, Валентин Хардин (СКА Св), Юрий Шорин (ЦСКА). Нападающие: Валентин Атаманычев, Юрий Варзин, Александр Измоденов (СКА Св), Михаил Осинцев (ЦСКА), Валерий Маслов («Труд» Клнгр), Владимир Монахов («Волга»), Евгений Папугин («Динамо» М).

## 1962
Вратари: Анатолий Мельников (ЦСКА), Виктор Громаков («Вымпел»). Защитники: Виталий Данилов, Анатолий Панин (ЦСКА), Александр Луппов («Динамо» М), Сергей Монахов («Вымпел»), Виктор Шеховцов (СКА Св). Полузащитники: Юрий Афанасьев, Альберт Вологжанников, Вячеслав Соловьев («Динамо» М), Евгений Герасимов(СКА Хб), Николай Дураков, Валентин Хардин (СКА Св), Юрий Шорин (ЦСКА). Нападающие: Валентин Атаманычев, Юрий Варзин, Александр Измоденов (СКА Св), Валерий Маслов, Евгений Папугин («Динамо» М), Владимир Монахов («Волга»), Михаил Осинцев (ЦСКА), Анатолий Фролов (СКА Хб).

## 1963
Вратари: Анатолий Мельников («Динамо» М), Юрий Школьный (СКА Св). Защитники: Анатолий Голубев, Юрий Коротков, Виктор Шеховцов (СКА Св), Виталий Данилов, Александр Луппов («Динамо» М). Полузащитники: Юрий Афанасьев, Альберт Вологжанников («Динамо» М), Евгений Герасимов (СКА Хб), Николай Дураков, Валентин Хардин (СКА Св), Юрий Шорин («Вымпел»). Нападающие: Валентин Атаманычев, Юрий Варзин, Александр Измоденов (СКА Св), Вячеслав Дорофеев, Валерий Маслов, Михаил Осинцев, Евгений Папугин («Динамо», М), Юрий Лизавин («Волга»), Анатолий Фролов (СКА Хб).

## 1964
Вратари: Анатолий Мельников, Юрий Шальнов («Динамо» М). Защитники: Виталий Данилов, Евгений Герасимов, Александр Луппов («Динамо» М), Виктор Шеховцов (СКА Св), Олег Биктогиров (СКА Хб). Полузащитники: Юрий Афанасьев, Альберт Вологжанников, Вячеслав Соловьев («Динамо» М), Николай Дураков (СКА Св), Анатолий Пульков (СКА Хб), Юрий Шорин («Вымпел»). Нападающие: Валентин Атаманычев, Юрий Варзин, Александр Измоденов (СКА Св), Вячеслав Дорофеев, Валерий Маслов, Михаил Осинцев, Евгений Папугин («Динамо» М), Юрий Лизавин, Анатолий Фролов (СКА Хб).

## 1965
Вратари: Анатолий Мельников («Динамо» М), Юрий Шальнов («Динамо» М). Защитники: Виктор Шеховцов (СКА Св), Александр Луппов («Динамо» М), Виталий Данилов («Динамо» М), Евгений Герасимов («Динамо» М), Олег Биктогиров (СКА Хб). Полузащитники: Альберт Вологжанников («Динамо» М), Николай Дураков (СКА Св), Юрий Шорин («Динамо» М), Юрий Афанасьев («Динамо» М), Валентин Хардин (СКА Св), Вячеслав Соловьев («Динамо» М), Анатолий Пульков (СКА Хб). Нападающие: Валерий Маслов («Динамо» М), Евгений Папугин («Динамо» М), Михаил Осинцев («Динамо» М), Александр Измоденов (СКА Св), Юрий Варзин (СКА Св), Валентин Атаманычев (СКА Св), Вячеслав Дорофеев («Динамо» М), Анатолий Фролов (СКА Хб).

## 1966
Вратари: Анатолий Мельников («Динамо» М), Юрий Школьный (Локомотив Иркутск). Защитники: Виктор Рыбин (СКА Хб), Евгений Герасимов («Динамо» М), Виктор Шеховцов (СКА Св), Виталий Данилов («Динамо» М). Полузащитники: Анатолий Пульков (СКА Хб), Николай Дураков (СКА Св), Валентин Хардин (СКА Св), Юрий Шорин («Динамо» М), Юрий Афанасьев («Динамо» М), Альберт Вологжанников («Динамо» М), Вячеслав Соловьев («Динамо» М). Нападающие: Валентин Атаманычев (СКА Св), Евгений Папугин («Динамо» М), Михаил Осинцев («Динамо» М), Александр Измоденов (СКА Св), Валерий Маслов («Динамо» М), Анатолий Фролов (СКА Хб), Юрий Лизавин (СКА Хб), Юрий Варзин («Динамо» АА), Вячеслав Дорофеев («Динамо» М).

## 1967
Вратари: Анатолий Мельников («Динамо» М), Юрий Школьный (Локомотив Иркутск). Защитники: Виктор Шеховцов (СКА Св), Евгений Герасимов («Динамо» М), Виктор Рыбин («Динамо» М), Виталий Данилов («Динамо» М). Полузащитники: Валентин Хардин (СКА Св), Вячеслав Соловьев («Динамо» М), Николай Дураков (СКА Св), Юрий Шорин («Динамо» М), Юрий Афанасьев («Динамо» М), Владимир Артемов («Енисей»), Евгений Юшманов (Водник Архангельск). Нападающие: Валерий Маслов («Динамо» М), Евгений Папугин («Динамо» М), Михаил Осинцев («Динамо» М), Юрий Варзин («Динамо» АА), Валентин Атаманычев (СКА Св), Анатолий Фролов (СКА Хб), Александр Измоденов (СКА Св), Михаил Ханин (СКА Хб), Юрий Лизавин (СКА Хб).

## 1968
Определены 33 лучших.
Вратари: Анатолий Мельников («Динамо» М), Виктор Громаков («Вымпел»), Геннадий Кривощёков («Локомотив» И). Защитники: Виталий Данилов, Виктор Рыбин («Динамо» М), Сергей Кузнецов (СКА Хб), Роберт Овчинников («Водник»), Юрий Парыгин («Динамо» АА), Виталий Симонов, Виктор Шеховцов (СКА Св). Полузащитники: Яков Апельганец («Динамо» АА), Владимир Артёмов («Енисей»), Евгений Герасимов, Вячеслав Соловьев, Юрий Шорин («Динамо» М), Евгений Горбачёв, Николай Дураков, Валентин Хардин (СКА Св), Анатолий Пульков (СКА Хб), Евгений Юшманов («Водник»). Нападающие: Валентин Атаманычев, Александр Измоденов, Владимир Ордин (СКА Св), Владимир Ивашин, Юрий Лизавин , Анатолий Фролов, Михаил Ханин (СКА, Хб), Александр Комаровский («Локомотив» И), Валерий Маслов, Михаил Осинцев, Евгений Папугин («Динамо» М), Анатолий Рушкин («Волга»).

## 1969
Определены 33 лучших.
Вратари: Виктор Громаков («Вымпел»), Валерий Мозгов («Динамо» АА), Юрий Шальнов («Динамо» М). Защитники: Виталий Данилов, Виктор Рыбин («Динамо» М), Сергей Кузнецов (СКА Хб), Юрий Парыгин, Александр Шулепов («Динамо» АА), Виктор Шеховцов (СКА Св). Полузащитники: Яков Апельганец, Вячеслав Ильин («Динамо» АА), Владимир Артёмов («Енисей»), Евгений Герасимов, Вячеслав Соловьев, Юрий Шорин («Динамо» М), Евгений Горбачёв, Николай Дураков, Валентин Хардин (СКА Св), Леонид Палладий, Евгений Юшманов («Водник»). Нападающие: Владимир Башан, Владимир Ивашин, Анатолий Фролов, Михаил Ханин (СКА Хб), Валерий Бочков («Динамо» АА), Александр Измоденов, Владимир Ордин (СКА Св), Георгий Канарейкин, Юрий Лизавин , Михаил Осинцев, Анатолий Рушкин («Динамо» М), Владимир Монахов («Волга»), Евгений Папугин («Зоркий»).

## 1970
Вратари: Виктор Громаков («Вымпел»), Юрий Школьный («Уральский трубник»). Защитники: Евгений Герасимов, Виталий Данилов («Динамо» М), Моисей Мозговой («Уральский трубник»), Виктор Шеховцов (СКА Св). Полузащитники: Николай Дураков, Валентин Хардин (СКА Св), Яков Апельганец («Динамо» АА), Евгений Горбачёв, Леонид Палладий, Владимир Плавунов, Вячеслав Соловьев («Динамо» М), Юрий Петров («Зоркий»). Нападающие: Валерий Маслов, Георгий Канарейкин, Юрий Лизавин («Динамо» М), Валерий Бочков(«Динамо» АА), Владимир Монахов («Волга»), Владимир Тарасевич (СКА Св).

## 1971
Вратари: Юрий Школьный («Уральский трубник»), Виктор Громаков («Вымпел»). Защитники: Виталий Данилов, Юрий Парыгин («Вымпел»), Геннадий Любченко («Динамо» АА), Виктор Шеховцов (СКА Св). Полузащитники: Николай Дураков (СКА Св), Евгений Герасимов, Евгений Горбачёв, Владимир Плавунов, Вячеслав Соловьев («Динамо» М), Юрий Петров («Зоркий»). Нападающие: Анатолий Фролов (СКА Хб), Валерий Бочков, Юрий Варзин, Борис Чехлыстов («Динамо» АА), Александр Измоденов, Владимир Тарасевич (СКА Св), Георгий Канарейкин, Юрий Лизавин («Динамо» М), Владимир Коровин («Шахтёр» Кем), Владимир Монахов («Волга»).

## 1972
Вратари: Леонард Мухаметзянов («Волга»), Александр Теняков («Динамо» М). Защитники: Виталий Данилов («Вымпел»), Евгений Герасимов, Леонид Палладий («Динамо» М), Вячеслав Панёв («Динамо» АА), Владимир Терехов («Волга»). Полузащитники: Вячеслав Соловьев, Евгений Горбачёв, Владимир Плавунов («Динамо» М), Николай Дураков (СКА Св), Владимир Коровин («Кузбасс»), Владимир Монахов («Волга»). Нападающие: Юрий Лизавин , Георгий Канарейкин, Валерий Маслов, Владимир Янко («Динамо» М), Евгений Агуреев («Волга»), Валерий Бочков («Динамо» АА), Евгений Папугин («Зоркий»), Анатолий Фролов, Михаил Ханин (СКА Хб).

## 1973
Вратари: Леонард Мухаметзянов («Волга»), Александр Теняков («Динамо» М). Защитники: Евгений Герасимов, Леонид Палладий («Динамо» М), Вячеслав Панёв («Динамо» АА), Владимир Терехов («Волга»). Полузащитники: Владимир Плавунов, Евгений Горбачёв, Вячеслав Соловьев, Владимир Янко («Динамо» М), Николай Дураков (СКА Св), Владимир Коровин («Кузбасс»), Леонид Лобачёв, Яков Апельганец («Динамо» АА). Нападающие: Валерий Маслов, Георгий Канарейкин, Юрий Лизавин («Динамо» М), Валерий Бочков, Юрий Варзин, Александр Ионкин («Динамо» АА), Анатолий Рушкин («Волга»), Сергей Семёнов («Водник»).

## 1974
Вратари: Валерий Мозгов  («Зоркий»), Геннадий Шишков («Динамо» М). Защитники: Евгений Герасимов, Леонид Палладий («Динамо» М), Вячеслав Панёв («Динамо» АА), Юрий Гаврилов («Волга»), Николай Сазонов («Зоркий»). Полузащитники: Владимир Плавунов, Евгений Горбачёв, Вячеслав Соловьев («Динамо» М), Яков Апельганец, Леонид Лобачёв («Динамо» АА), Николай Дураков, Владимир Коровин (СКА Св). Нападающие: Валерий Бочков, Александр Ионкин («Динамо» АА), Евгений Агуреев (СКА Хб), Николай Афанасенко, Анатолий Рушкин («Волга»), Юрий Лизавин , Валерий Маслов («Динамо» М), Валерий Эйхвальд (СКА Св).

## 1975
Вратари: Сергей Лазарев (СКА Хб), Александр Теняков («Динамо» М). Защитники: Леонид Палладий, Евгений Герасимов («Динамо» М), Юрий Гаврилов («Волга»), Геннадий Любченко, Вячеслав Панёв («Динамо» АА). Полузащитники: Вячеслав Соловьев, Евгений Горбачёв, Владимир Плавунов, Владимир Янко («Динамо» М), Владимир Коровин (СКА Св), Леонид Лобачёв («Динамо» АА). Нападающие: Георгий Канарейкин, Юрий Лизавин, Валерий Маслов, Владимир Тарасевич («Динамо» М), Евгений Агуреев, Валерий Бочков, Александр Ионкин («Динамо» АА), Семён Ковальков, Валерий Эйхвальд (СКА Св).

## 1976
Вратари: Валерий Мозгов («Зоркий»), Геннадий Шишков («Динамо» М). Защитники: Леонид Палладий, Евгений Герасимов («Динамо» М), Юрий Гаврилов («Волга»), Геннадий Любченко, Вячеслав Панёв («Динамо» АА). Полузащитники: Владимир Плавунов, Евгений Горбачёв, Вячеслав Соловьев, Владимир Янко («Динамо» М), Семён Ковальков (СКА Св), Леонид Лобачёв, Яков Апельганец («Динамо» АА). Нападающие: Юрий Лизавин , Георгий Канарейкин, Валерий Маслов («Динамо» М), Валерий Бочков («Динамо» АА), Николай Афанасенко, Владимир Куров («Волга»), Юрий Петров («Зоркий»), Александр Сивков (СКА Св).

## 1977
Вратари: Геннадий Шишков («Динамо» М), Сергей Лазарев (СКА Хб). Защитники: Леонид Палладий («Динамо» М), Юрий Гаврилов («Старт»), Геннадий Любченко, («Динамо» АА), Виталий Савлук («Енисей»). Полузащитники: Владимир Плавунов, Евгений Горбачёв, Владимир Янко («Динамо» М), Вячеслав Панёв, Леонид Лобачёв, Борис Третьяков («Динамо» АА), Сергей Наумов («Волга»). Нападающие: Валерий Бочков, Александр Ионкин («Динамо» АА), Валерий Маслов, Юрий Лизавин , Георгий Канарейкин («Динамо» М), Валерий Эйхвальд, Александр Сивков (СКА Св), Сергей Ломанов («Енисей»).

## 1978
Вратари: Сергей Лазарев (СКА Хб), Владимир Пахомов («Динамо» АА). Защитники: Леонид Палладий («Динамо» М), Юрий Гаврилов, Александр Рычагов («Старт»), Виталий Савлук («Енисей»). Полузащитники: Владимир Плавунов, Евгений Горбачёв, Владимир Янко («Динамо» М), Вячеслав Панёв («Зоркий»), Леонид Лобачёв («Динамо» АА), Семён Ковальков (СКА Св), Александр Першин, Сергей Слепов (СКА Хб). Нападающие: Сергей Ломанов  («Енисей»), Валерий Бочков («Динамо» АА), Юрий Лизавин , Валерий Маслов, Георгий Канарейкин, Владимир Тарасевич («Динамо» М), Валерий Эйхвальд, Александр Сивков (СКА Св).

## 1979
Вратари: Сергей Лазарев (СКА Хб), Геннадий Шишков («Динамо» М). Защитники: Леонид Палладий («Динамо» М), Юрий Гаврилов, Александр Рычагов («Старт»), Виталий Савлук («Енисей»). Полузащитники: Владимир Плавунов, Владимир Янко («Динамо» М), Леонид Лобачёв, Вячеслав Панёв («Зоркий»), Александр Першин, Сергей Слепов (СКА Хб), Юрий Першин («Енисей»), Николай Шмик («Динамо» АА). Нападающие: Сергей Ломанов  («Енисей»), Георгий Канарейкин, Владимир Тарасевич («Динамо» М), Валерий Бочков («Зоркий»), Валерий Эйхвальд, Александр Сивков (СКА Св), Евгений Агуреев, Александр Ионкин («Динамо» АА).

## 1980
Вратари: Сергей Лазарев (СКА Хб), Александр Теняков («Зоркий»). Защитники: Виктор Шакалин, Виталий Савлук («Енисей»), Юрий Гаврилов, Александр Рычагов («Старт»). Полузащитники: Владимир Плавунов («Динамо» М), Виталий Ануфриенко, Юрий Першин («Енисей»), Евгений Великанов (СКА Св), Виктор Ковалёв, Александр Першин (СКА Хб), Владимир Коровин («Старт»), Леонид Лобачёв, Вячеслав Панёв («Зоркий»). Нападающие: Сергей Ломанов, Андрей Пашкин («Енисей»), Валерий Бочков («Зоркий»), Георгий Канарейкин («Динамо» М), Валерий Эйхвальд, Александр Сивков (СКА Св), Николай Усольцев («Кузбасс»).

## 1981
Вратари: Сергей Лазарев (СКА Хб), Геннадий Шишков («Динамо» М). Защитники: Виктор Шакалин, Виталий Савлук («Енисей»), Юрий Гаврилов, Александр Рычагов («Старт»), Сергей Семёнов («Динамо» АА). Полузащитники: Владимир Плавунов («Динамо», М), Виталий Ануфриенко, Юрий Лахонин, Юрий Першин («Енисей»), Виктор Ковалёв, Александр Першин, Сергей Слепов (СКА Хб), Николай Шмик («Динамо» АА). Нападающие: Сергей Ломанов, Андрей Пашкин («Енисей»), Евгений Агуреев, Валерий Привалов («Динамо» АА), Валерий Бочков («Зоркий»), Александр Цыганов, Валерий Эйхвальд (СКА Св).

## 1982
Вратари: Сергей Лазарев (СКА Хб), Геннадий Шишков («Динамо» М). Защитники: Виктор Шакалин, Виталий Савлук («Енисей»), Александр Волков (СКА Хб), Александр Рычагов («Старт»). Полузащитники: Владимир Плавунов («Динамо», М), Виталий Ануфриенко, Юрий Лахонин, Юрий Першин («Енисей»), Евгений Горячев («Старт»), Виктор Ковалёв, Александр Першин, Сергей Слепов (СКА Хб), Вячеслав Панёв («Зоркий»). Нападающие: Сергей Ломанов, Андрей Пашкин («Енисей»), Валерий Бочков («Зоркий»), Алексей Дьяков, Сергей Максименко («Старт»), Николай Усольцев, Александр Цыганов («Динамо» М).

## 1983
Вратари: Александр Теняков («Зоркий»), Александр Лапотко («Динамо» АА). Защитники: Виктор Шакалин, Виталий Савлук («Енисей»), Александр Волков (СКА Хб), Александр Рычагов («Старт»). Полузащитники: Владимир Плавунов («Динамо» М), Виктор Ковалёв, Александр Першин (СКА Хб), Юрий Лахонин, Юрий Першин («Енисей»), Леонид Лобачёв, Николай Соловьёв, Ирик Фасхутдинов («Зоркий»). Нападающие: Сергей Ломанов, Виталий Ануфриенко, Андрей Пашкин («Енисей»), Евгений Агуреев («Динамо» АА), Николай Афанасенко («Волга»), Олег Корпалёв («Зоркий»), Анатолий Попов («Вымпел»), Александр Цыганов («Динамо» М).

## 1984
Вратари: Александр Господчиков («Кузбасс»), Александр Лапотко («Динамо» АА). Защитники: Виктор Шакалин, Виталий Савлук («Енисей»), Владимир Баранов («Зоркий»), Олег Шестеров («Старт»). Полузащитники: Владимир Плавунов, Андрей Ефремов («Динамо» М), Виталий Ануфриенко, Юрий Лахонин, Юрий Першин («Енисей»), Виктор Ковалёв, Александр Першин (СКА Хб), Леонид Лобачёв («Зоркий»). Нападающие: Сергей Ломанов, Андрей Пашкин («Енисей»), Вячеслав Горчаков («Динамо» АА), Александр Караблин («Зоркий»), Николай Паздников, Валерий Чухлов (СКА Хб), Анатолий Попов («Вымпел»), Александр Цыганов («Динамо» М).

## 1985
Вратари: Александр Господчиков («Кузбасс»), Сергей Лазарев («Енисей»). Защитники: Виктор Шакалин («Енисей»), Владимир Баранов («Зоркий»), Александр Рычагов, Олег Шестеров («Старт»). Полузащитники: Владимир Плавунов, Андрей Ефремов («Динамо» М), Виталий Ануфриенко, Юрий Лахонин, Юрий Першин («Енисей»), Виктор Ковалёв (СКА Хб), Леонид Лобачёв, Ирик Фасхутдинов («Зоркий»), Сергей Наумов («Волга»). Нападающие: Сергей Ломанов  («Енисей»), Николай Афанасенко («Волга»), Валерий Бочков, Александр Цыганов («Динамо» М), Сергей Максименко («Старт»), Николай Паздников, Валерий Чухлов (СКА Хб).

## 1986
Вратари: Александр Господчиков («Зоркий»), Сергей Лазарев («Енисей»). Защитники: Виктор Шакалин («Енисей»), Владимир Баранов («Зоркий»), Сергей Зимин («Динамо» М), Олег Шестеров («Старт»). Полузащитники: Владимир Плавунов, Андрей Ефремов («Динамо», М), Виталий Ануфриенко, Юрий Лахонин, Юрий Першин («Енисей»), Виктор Ковалёв, Александр Першин (СКА Хб), Леонид Лобачёв, Ирик Фасхутдинов («Зоркий»). Нападающие: Сергей Ломанов, Владимир Митрюшкин («Енисей»), Александр Караблин («Зоркий»), Сергей Максименко («Старт»), Александр Цыганов («Динамо» М), Николай Паздников, Валерий Чухлов (СКА Хб).

## 1987
Вратари: Александр Господчиков («Зоркий»), Сергей Лазарев («Динамо» М). Защитники: Виктор Шакалин, Андрей Сизов («Енисей»), Владимир Баранов («Зоркий»), Сергей Зимин («Динамо» М). Полузащитники: Владимир Плавунов, Андрей Ефремов, Максим Потешкин («Динамо» М), Юрий Лахонин («Енисей»), Леонид Лобачёв, Ирик Фасхутдинов («Зоркий»), Сергей Наумов («Волга»), Вячеслав Саломатов (СКА Хб). Нападающие: Сергей Ломанов, Андрей Пашкин («Енисей»), Николай Афанасенко («Волга»), Алексей Дьяков («Старт»), Олег Ерастов (СКА Св), Михаил Климов («Зоркий»), Александр Цыганов («Динамо» М), Николай Паздников (СКА Хб).

## 1988
Вратари: Сергей Лазарев («Динамо» М), Александр Лапотко («Юность»). Защитники: Виктор Шакалин, Игорь Бондаренко («Енисей»), Сергей Зимин, Андрей Нуждинов («Динамо» М). Полузащитники: Владимир Плавунов, Валерий Грачёв, Андрей Ефремов, Максим Потешкин («Динамо» М), Сергей Наумов («Волга»), Александр Першин, Вячеслав Саломатов (СКА Хб), Ирик Фасхутдинов («Зоркий»). Нападающие: Сергей Ломанов, Виталий Ануфриенко («Енисей»), Евгений Березовский, Николай Паздников (СКА Хб), Игорь Гапанович («Водник»), Алексей Дьяков («Старт»), Михаил Климов («Зоркий»), Александр Цыганов («Динамо» М).

## 1989
Вратари: Александр Господчиков («Зоркий»), Александр Веденеев («Сибсельмаш»). Защитники: Виктор Шакалин, Игорь Бондаренко, Андрей Сизов («Енисей»), Сергей Зимин («Динамо» М). Полузащитники: Владимир Плавунов, Валерий Грачёв, Андрей Ефремов, Максим Потешкин («Динамо» М), Сергей Ин-Фа-Лин (СКА Св), Александр Першин, Вячеслав Саломатов (СКА Хб), Ирик Фасхутдинов («Зоркий»). Нападающие: Сергей Ломанов, Виталий Ануфриенко, Валерий Савин («Енисей»), Алексей Дьяков («Старт»), Михаил Климов («Зоркий»), Николай Паздников, Валерий Чухлов (СКА Хб), Александр Цыганов («Динамо» М).

## 1990
Вратари: Александр Господчиков («Зоркий»), Михаил Лещинский («Енисей»). Защитники: Игорь Бондаренко («Енисей»), Андрей Сизов («Енисей»), Виктор Шакалин («Енисей»), Сергей Зимин («Динамо» М). Полузащитники: Юрий Третьяков («Енисей»), Максим Потешкин («Динамо» М), Валерий Грачёв («Динамо» М), Александр Шишкин («Зоркий»), Константин Залетаев («Зоркий»), Ирик Фасхутдинов («Зоркий»), Андрей Ефремов («Динамо» М), Владимир Плавунов («Динамо» М). Нападающие: Виталий Ануфриенко («Енисей»), Михаил Климов («Зоркий»), Александр Цыганов («Динамо» М), Алексей Дьяков («Старт»), Олег Чернов («Динамо» АА), Вячеслав Архипкин («Зоркий»), Валерий Савин («Енисей»), Игорь Гапанович («Водник» Архангельск).

## 1991
Вратари: Александр Господчиков («Зоркий»), Михаил Лещинский («Енисей»). Защитники: Андрей Сизов, Игорь Бондаренко («Енисей»), Павел Франц («Строитель» Сык). Полузащитники: Валерий Грачёв, Максим Потешкин («Динамо» М), Константин Залетаев, Александр Шишкин («Зоркий»), Юрий Лахонин, Юрий Першин, Юрий Третьяков («Енисей»), Николай Ярович («Водник»). Нападающие: Виталий Ануфриенко («Енисей»), Вячеслав Архипкин, Михаил Илларионов («Зоркий»), Игорь Гапанович, Александр Зинкевич («Водник»), Алексей Дьяков («Старт»), Сергей Лихачёв («Кузбасс»), Александр Цыганов («Динамо» М), Олег Чернов («Динамо» АА).

## 1992
Вратари: Александр Господчиков («Зоркий»), Владислав Нужный («Кузбасс»). Защитники: Андрей Сизов («Енисей»), Александр Епифанов («Зоркий»), Александр Киприянов («Водник»), Сергей Топычканов (СКА Ек). Полузащитники: Валерий Грачёв, Константин Залетаев, Александр Шишкин («Зоркий»), Николай Ярович («Водник»), Максим Потешкин («Динамо» М), Юрий Лахонин («Енисей»), Андрей Бегунов («Старт»), Алексей Никишов («Динамо» АА). Нападающие: Игорь Гапанович, Дмитрий Силинский («Водник»), Ринат Шамсутов, Олег Чернов («Динамо» АА), Вячеслав Архипкин, Михаил Климов («Зоркий»), Александр Ямцов, Леонид Жаров (СКА Ек).

## 1993
Вратари: Александр Господчиков («Зоркий»), Олег Пшеничный («Сибсельмаш»). Защитники: Сергей Топычканов (СКА-«Изолитэлектромаш»), Александр Епифанов («Зоркий»), Виктор Нуждин («Маяк»), Павел Франц («Строитель» Сык). Полузащитники: Валерий Грачёв («Зоркий»), Андрей Бегунов («Старт»), Константин Залетаев («Зоркий»), Алексей Жеребков (СКА Хб), Михаил Свешников («Динамо» М), Андрей Филиппов, Олег Чубинский («Сибсельмаш»), Николай Ярович(«Водник»). Нападающие: Сергей Обухов («Родина»), Вячеслав Архипкин, Александр Шишкин («Зоркий»), Игорь Гапанович(«Водник»), Евгений Опытов (СКА-«Изолитэлектромаш»), Сергей Покидов («Североникель»), Юрий Шкурко («Строитель» Сык), Михаил Юрьев («Сибсельмаш»).

## 1994
Вратари: Олег Пшеничный («Сибсельмаш»), Ильяс Хандаев («Водник»). Защитники: Сергей Топычканов (СКА-«Зенит»), Логинов Юрий («Старт»), Александр Епифанов («Зоркий»), Виктор Нуждин («Маяк»). Полузащитники: Виктор Ковалёв (СКА Хб), Андрей Бегунов («Старт»), Евгений Ерахтин («Саяны»), Вячеслав Мамочкин (СКА-«Зенит»), Андрей Маряшин («Маяк»), Андрей Федосеев, Олег Чубинский («Сибсельмаш»). Нападающие: Александр Ямцов, Евгений Опытов (СКА-«Зенит»), Сергей Обухов («Родина»), Михаил Свешников («Динамо» М), Андрей Стук («Водник»), Сергей Тарасов («Кузбасс»), Олег Чернов («Маяк»), Михаил Юрьев («Сибсельмаш»).

## 1995
Вратари: Владислав Нужный (СКА-«Зенит»), Олег Пшеничный («Сибсельмаш»). Защитники: Сергей Топычканов (СКА-«Зенит»), Логинов Юрий («Старт»), Михаил Добрынин («Енисей»), Василий Донских («Сибскана»), Александр Киприянов («Водник»), Виктор Нуждин («Маяк»). Полузащитники: Андрей Федосеев, Дмитрий Копнин («Сибсельмаш»), Александр Дрягин, Вячеслав Мамочкин (СКА-«Зенит»), Андрей Маряшин («Маяк»), Виктор Ковалёв (СКА, Хб), Вадим Семёнов («Динамо», М), Алексей Другов («Строитель» Сык),). Нападающие: Александр Ямцов (СКА-«Зенит»), Евгений Гришин («Сибскана»), Вадим Губарев («Кузбасс»), Сергей Обухов («Родина»), Александр Сергеев («Старт»), Андрей Стук («Водник»).

## 1996
Вратари: Владислав Нужный («Сибсельмаш»), Олег Пшеничный (СКА-«Зенит»). Защитники: Логинов Юрий («Волга»), Василий Донских («Сибскана»), Виктор Нуждин («Маяк»), Олег Незнамов («Водник»). Полузащитники: Эдуард Трифонов  («Водник»), Андрей Бегунов («Старт»), Александр Братцев (СКА-«Зенит») Игорь Войтович, Олег Чубинский, Андрей Федосеев («Сибсельмаш»), Андрей Маряшин («Маяк»), Дмитрий Солодов («Зоркий»). Нападающие: Алексей Бурков («Сибсельмаш»), Евгений Гришин («Сибскана»), Сергей Бессонов, Сергей Тарасов («Кузбасс»), Сергей Покидов («Североникель»), Александр Сергеев («Старт»), Андрей Стук («Водник»), Олег Чернов («Маяк»).

## 1997
Вратари: Вячеслав Рябов («Старт»), Владислав Нужный («Сибсельмаш»). Защитники: Логинов Юрий («Волга»), Владимир Баздырев («Кузбасс»), Андрей Санников, Сергей Топычканов, Олег Хайдаров (СКА Ек), Алексей Щеглов («Енисей»). Полузащитники: Александр Тюкавин, Юрий Погребной, Игорь Коняхин («Водник»), Андрей Бегунов («Старт»), Алексей Бурков, Игорь Войтович, Игорь Казарин («Сибсельмаш»), Дмитрий Солодов («Зоркий»). Нападающие: Сергей Тарасов («Кузбасс»), Евгений Гришин («Сибскана»), Андрей Стук («Водник»), Иван Максимов («Енисей»), Виталий Ануфриенко («Енисей»), Максим Чермных (СКА Ек).

## 1998
Вратари: Ильяс Хандаев («Водник»), Вячеслав Рябов («Старт»),). Защитники: Логинов Юрий («Волга»), Василий Донских («Сибскана»), Сергей Топычканов, Олег Хайдаров (СКА Ек), Андрей Золотарёв, Олег Незнамов («Водник»). Полузащитники: Юрий Лахонин, Александр Тюкавин («Водник»), Андрей Бегунов («Старт»), Иван Максимов, Евгений Швецов («Енисей»), Дмитрий Солодов («Зоркий»), Андрей Мороков («Родина»), Олег Чубинский («Сибсельмаш»). Нападающие: Евгений Гришин («Сибскана»), Андрей Стук, Сергей Конаков («Водник»), Сергей Таранов («Сибсельмаш»), Виталий Ануфриенко («Енисей»), Олег Чернов («Маяк»).

## 1999
Вратари: Вячеслав Рябов («Старт»), Ильяс Хандаев («Водник»). Защитники: Логинов Юрий («Ракета»), Андрей Золотарёв, Олег Хайдаров, Олег Незнамов («Водник»), Василий Донских («Сибскана»), Алексей Щеглов («Енисей»). Полузащитники: Евгений Швецов, Иван Максимов («Енисей»), Александр Тюкавин, Юрий Погребной, Николай Ярович («Водник»), Евгений Ерахтин («Сибскана»), Олег Чубинский («Старт»), Дмитрий Солодов («Зоркий»). Нападающие: Игорь Гапанович, Андрей Стук («Водник»), Сергей Ломанов («Енисей»), Максим Чермных (СКА Ек), Виталий Скопинцев (СКА-«Нефтяник»), Сергей Тарасов («Кузбасс»).

## 2000
Вратари: Вячеслав Рябов («Старт»), Ильяс Хандаев («Водник»). Защитники: Андрей Золотарёв, Олег Хайдаров («Водник»), Логинов Юрий («Ракета»), Алексей Щеглов («Енисей»). Полузащитники: Олег Чубинский («Старт»), Павел Гаврилов, Юрий Погребной, Николай Ярович («Водник»), Евгений Ерахтин («Сибскана»), Иван Максимов, Евгений Швецов («Енисей»), Алексей Мясоедов («Кузбасс»), Евгений Стеблецов (СКА-«Нефтяник»), Максим Чермных («Маяк»). Нападающие: Александр Тюкавин, Игорь Гапанович, Андрей Стук («Водник»), Сергей Ломанов («Енисей»), Сергей Тарасов («Кузбасс»), Сергей Харитонов («Ракета»).

## 2001
Вратари: Вячеслав Рябов («Старт»), Андрей Баландин («Енисей»). Защитники: Андрей Золотарёв, Олег Хайдаров («Водник»), Сергей Дубинин («Кузбасс»), Алексей Щеглов («Енисей»). Полузащитники: Николай Ярович, Александр Тюкавин, Юрий Погребной («Водник»), Сергей Васильев («Кузбасс»), Евгений Швецов («Енисей»), Олег Чубинский («Старт»). Нападающие: Иван Максимов, Сергей Ломанов («Енисей»), Игорь Гапанович, Андрей Стук, Максим Чермных («Водник»), Алексей Мясоедов, Сергей Тарасов («Кузбасс»), Виталий Скопинцев, Евгений Стеблецов (СКА-«Нефтяник»), Сергей Харитонов («Ракета»).

## 2002
Вратари: Вячеслав Рябов («Старт»), Олег Андрющенко (СКА-«Нефтяник»). Защитники: Андрей Золотарёв, Олег Хайдаров («Водник»), Сергей Дубинин («Кузбасс»), Константин Ерёменко, Дмитрий Попов (СКА-«Нефтяник»), Алексей Щеглов («Енисей»). Полузащитники: Александр Тюкавин, Юрий Погребной, Николай Ярович («Водник»), Сергей Большаков («Кузбасс»), Николай Кадакин, Михаил Клянин (СКА-«Нефтяник»), Евгений Швецов («Енисей»), Олег Чубинский («Старт»). Нападающие: Алексей Мясоедов, Сергей Тарасов («Кузбасс»), Сергей Ломанов, Иван Максимов («Енисей»), Сергей Харитонов («Ракета»), Максим Чермных («Водник»).

## 2003
Вратари: Вячеслав Рябов, Александр Евтин («Старт»). Защитники: Алексей Щеглов («Енисей»), Сергей Дубинин («Кузбасс»), Константин Ерёменко (СКА-«Нефтяник»), Андрей Золотарёв, Олег Хайдаров («Водник»), Олег Чубинский («Старт»). Полузащитники: Михаил Свешников, Юрий Погребной, Александр Тюкавин, Максим Чермных («Водник»), Сергей Большаков («Кузбасс»), Александр Сапега, Евгений Швецов («Енисей»). Нападающие: Сергей Обухов («Водник»), Вячеслав Бронников («Родина»), Евгений Иванушкин («Сибскана-Энергия»), Сергей Ломанов, Иван Максимов («Енисей»), Алексей Мясоедов («Кузбасс»), Сергей Харитонов («Ракета»).

## 2004
Вратари: Ильяс Хандаев («Водник»), Вячеслав Рябов («Старт»). Защитники: Андрей Золотарёв, Даниэль Эрикссон («Водник»), Сергей Дубинин («Кузбасс»), Дмитрий Попов (СКА-«Нефтяник»), Олег Чубинский («Зоркий»), Алексей Щеглов («Енисей»). Полузащитники: Михаил Свешников, Юрий Погребной, Дмитрий Савельев («Водник»), Константин Залетаев («Зоркий»), Павел Рязанцев («Уральский трубник»), Евгений Швецов (СКА-«Нефтяник»), Сергей Большаков («Кузбасс»). Нападающие: Александр Тюкавин («Водник»), Евгений Иванушкин («Сибскана-Энергия»), Сергей Ломанов, Иван Максимов («Енисей»), Алексей Мясоедов («Кузбасс»), Анатолий Суздалев (СКА-«Нефтяник»), Сергей Харитонов («Ракета»).

## 2005
Вратари: Роман Гейзель («Кузбасс»), Ильяс Хандаев («Водник»). Защитники: Олег Чубинский («Зоркий»), Андрей Золотарёв, Павел Франц, Олег Хайдаров («Водник»), Дмитрий Попов (СКА-«Нефтяник»), Алексей Щеглов («Енисей»). Полузащитники: Михаил Свешников, Юрий Погребной, Дмитрий Савельев, Александр Тюкавин, Ринат Шамсутов («Водник»), Николай Кадакин («Байкал-Энергия»), Сергей Шабуров («Родина»), Евгений Швецов (СКА-«Нефтяник»). Нападающие: Сергей Обухов, Евгений Иванушкин («Водник»), Вячеслав Бронников («Родина»), Сергей Ломанов, Иван Максимов («Енисей»), Анатолий Суздалев (СКА-«Нефтяник»).

## 2006
Вратари: Ильяс Хандаев («Динамо», М), Роман Гейзель («Кузбасс»). Защитники: Юрий Викулин («Енисей»), Андрей Золотарёв, Павел Франц («Динамо» М), Дмитрий Попов (СКА-«Нефтяник»), Алексей Чижов («Кузбасс»), Олег Чубинский («Зоркий»). Полузащитники: Михаил Свешников, Юрий Погребной, Дмитрий Савельев, Александр Тюкавин, Ринат Шамсутов («Динамо» М), Сергей Большаков, Александр Сапега («Кузбасс»), Сергей Шабуров («Родина»). Нападающие: Сергей Ломанов, Евгений Иванушкин, Сергей Обухов («Динамо» М), Вячеслав Бронников («Родина»), Иван Максимов (СКА-«Нефтяник»), Павел Рязанцев («Уральский трубник»).

## 2007
Вратари: Кирилл Хвалько («Динамо» М), Роман Гейзель («Кузбасс»). Защитники: Андрей Золотарёв, Павел Франц («Динамо» М), Юрий Викулин («Енисей»), Михаил Жданов («Родина»), Пётр Захаров, Олег Чубинский («Зоркий»). Полузащитники: Михаил Свешников, Юрий Погребной, Дмитрий Савельев, Дмитрий Стариков, Александр Тюкавин, Максим Чермных, Ринат Шамсутов («Динамо» М), Денис Криушенков («Кузбасс»). Нападающие: Сергей Ломанов, Евгений Иванушкин, Иван Максимов, Сергей Обухов («Динамо» М), Вячеслав Бронников («Родина»), Павел Рязанцев («Кузбасс»).

## 2008
Вратари: Кирилл Хвалько («Динамо» М), Роман Гейзель («Кузбасс»). Защитники: Андрей Золотарёв, Павел Франц («Динамо» М), Юрий Викулин («Енисей»), Пётр Захаров, Олег Чубинский («Зоркий»), Павел Булатов («Кузбасс»). Полузащитники: Михаил Свешников, Юрий Погребной, Дмитрий Савельев, Александр Тюкавин, Иван Максимов, Ринат Шамсутов («Динамо» М), Денис Криушенков («Кузбасс»), Валерий Грачёв («Зоркий»). Нападающие: Сергей Ломанов, Евгений Иванушкин, Сергей Обухов («Динамо» М), Вячеслав Бронников («Родина»), Павел Рязанцев («Кузбасс»), Сами Лаакконен («Зоркий»).

## 2009
Вратари: Андреас Бергвалл («Динамо-Казань»), Кирилл Хвалько («Динамо» М). Защитники: Юрий Викулин («Енисей»), Павел Булатов («Кузбасс»), Андрей Золотарёв, Павел Франц («Динамо» М), Олег Чубинский («Зоркий»), Алексей Чижов («Динамо-Казань»). Полузащитники: Михаил Свешников, Александр Тюкавин, Дмитрий Савельев, Иван Максимов, Юрий Погребной («Динамо» М), Денис Криушенков («Кузбасс»), Ринат Шамсутов («Динамо» М), Сергей Шабуров («Родина»). Нападающие: Сергей Обухов («Динамо» М), Сергей Ломанов («Енисей»), Сами Лаакконен («Зоркий»), Евгений Иванушкин («Динамо» М), Павел Рязанцев («Кузбасс»), Вячеслав Бронников («Родина»).

## 2010
Вратари: Кирилл Хвалько («Динамо» М), Андреас Бергвалл («Динамо-Казань»). Защитники: Юрий Викулин («Енисей»), Павел Булатов («Кузбасс»), Андрей Золотарёв, Павел Франц («Динамо» М), Пётр Захаров, Олег Чубинский («Зоркий»). Полузащитники: Михаил Свешников, Александр Тюкавин, Иван Максимов, Дмитрий Савельев, Ринат Шамсутов, Юрий Погребной («Динамо» М), Вадим Стасенко («Кузбасс»), Алексей Доровских («Зоркий»). Нападающие: Сергей Ломанов, Артём Бондаренко («Енисей»), Павел Рязанцев («Кузбасс»), Сергей Обухов, Евгений Иванушкин («Динамо» М), Александр Насонов («Байкал-Энергия»).

## 2011
Вратари: Роман Гейзель («Кузбасс»), Антон Ахмеров («Зоркий»). Защитники: Пётр Захаров, Юрий Логинов («Зоркий»), Павел Булатов («Кузбасс»), Юрий Викулин («Енисей»), Василий Грановский («Динамо» М), Павел Франц («Динамо-Казань»). Полузащитники: Александр Тюкавин, Иван Максимов, Дмитрий Савельев, Ринат Шамсутов («Динамо» М), Юрий Погребной, Сергей Шабуров, Максим Чермных («Динамо-Казань»), Алексей Доровских («Зоркий»). Нападающие: Сергей Ломанов («Енисей»), Сергей Обухов, Игорь Ларионов («Динамо-Казань»), Павел Рязанцев («Кузбасс»), Максим Ишкельдин («Зоркий»), Александр Насонов («Байкал-Энергия»).

## 2012
Вратари: Андреас Бергвалл («Динамо-Казань»), Роман Гейзель («Кузбасс»). Защитники: Юрий Логинов («Зоркий»), Павел Булатов («Динамо» М), Юрий Викулин («Енисей»), Павел Франц («Динамо-Казань»), Пётр Захаров («Зоркий»), Василий Грановский («Динамо» М). Полузащитники: Александр Тюкавин, Михаил Свешников, Иван Максимов, Даниэль Моссберг («Динамо» М), Алан Джусоев («Енисей»), Алексей Доровских («Зоркий»), Алексей Бушуев («Динамо-Казань»), Максим Ишкельдин («Зоркий»). Нападающие: Сергей Ломанов («Енисей»), Сами Лаакконен («Динамо-Казань»), Евгений Иванушкин («Динамо» М), Павел Рязанцев («Кузбасс»), Сергей Обухов («Динамо-Казань»), Артём Бондаренко («Енисей»).

## 2013
Вратари: Роман Черных («Енисей»), Кирилл Хвалько («Динамо» М).
Защитники: Андрей Золотарёв («Динамо» М), Пётр Захаров («Зоркий»), Юрий Викулин («Енисей»), Павел Булатов, Василий Грановский («Динамо» М), Павел Франц («Динамо-Казань»).
Полузащитники: Максим Ишкельдин («Зоркий»), Александр Тюкавин, Дмитрий Савельев, Михаил Свешников («Динамо» М), Сергей Шабуров («Динамо-Казань»), Алан Джусоев («Енисей»), Алексей Бушуев («Динамо-Казань»), Сергей Обухов («Родина»).
Нападающие: Сергей Ломанов, Евгений Иванушкин («Динамо» М), Игорь Ларионов («Родина»), Артём Бондаренко («Енисей»), Павел Рязанцев («Динамо» М), Патрик Нильссон («Зоркий»)

## 2014
Вратари: Роман Черных («Енисей»), Денис Рысев («Байкал-Энергия»).
Защитники: Павел Булатов («Динамо» М), Юрий Викулин («Енисей»), Пётр Захаров («Зоркий»), Сергей Калинин («Динамо-Казань»), Михаил Прокопьев («Енисей»), Артем Ахметзянов («Енисей»).
Полузащитники: Дмитрий Савельев («Динамо» М), Алан Джусоев («Енисей»), Александр Тюкавин («Динамо» М), Максим Ишкельдин («Зоркий»), Михаил Свешников («Динамо» М), Сергей Шабуров («Динамо-Казань»), Евгений Дергаев («Водник»), Александр Егорычев («Байкал-Энергия»).
Нападающие: Сергей Ломанов, Артём Бондаренко («Енисей»), Евгений Иванушкин («Динамо» М), Алексей Доровских («Зоркий»), Павел Рязанцев («Динамо» М), Игорь Ларионов («Родина»)

## 2015
Вратари: Денис Рысев («Байкал-Энергия»), Роман Черных («Енисей»).
Защитники: Юрий Викулин («Енисей»), Павел Булатов («Динамо» М), Алексей Чижов («СКА-Нефтяник»), Пётр Захаров («Зоркий»), Василий Грановский («Динамо» М), Дмитрий Макаров («Енисей»).
Полузащитники: Максим Ишкельдин («Зоркий»), Алан Джусоев («Енисей»), Александр Тюкавин («Динамо» М), Дмитрий Савельев («Динамо» М), Олег Толстихин («Енисей»), Сергей Обухов («Родина»), Алмаз Миргазов («Зоркий»), Михаил Свешников («Динамо» М).
Нападающие: Сергей Ломанов («Енисей»), Кристоффер Эдлунд («Енисей»), Евгений Дергаев («Водник»), Евгений Иванушкин («Динамо» М), Артём Бондаренко («Енисей»), Александр Насонов («Байкал-Энергия»).

## 2016
Вратари: Йоэль Отен («СКА-Нефтяник»), Денис Рысев («Байкал-Энергия»).
Защитники: Юрий Викулин («Енисей»), Пётр Захаров («Волга»), Михаил Прокопьев («Енисей»), Игорь Вассерман («Байкал-Энергия»), Павел Булатов («СКА-Нефтяник»), Андрей Золотарёв («Динамо-Москва»)
Полузащитники: Дмитрий Савельев («Динамо-Москва»), Алан Джусоев («Енисей»), Максим Ишкельдин («СКА-Нефтяник»), Михаил Свешников («Динамо-Москва»), Янис Бефус («Динамо-Москва»), Юрий Шардаков («СКА-Нефтяник»), Сергей Шабуров («Динамо-Москва»), Тимофей Безносов («Байкал-Энергия»)
Нападающие: Евгений Иванушкин («Динамо-Москва»), Сергей Ломанов, Алмаз Миргазов («Енисей»), Александр Насонов («Байкал-Энергия»), Никита Иванов («Динамо-Москва»), Евгений Дергаев («Водник»)

## 2017
Вратари: Роман Черных («Енисей»), Александр Морковкин («Уральский трубник»).
Защитники: Юрий Викулин, Михаил Прокопьев («Енисей»), Василий Грановский, Алексей Чижов, Валерий Ивкин («СКА-Нефтяник»), Дмитрий Савельев («Водник»), Артем Ахметзянов («Енисей»)
Полузащитники: Максим Ишкельдин, Юрий Шардаков, Эрик Сэфстрём («СКА-Нефтяник»), Сергей Шабуров («Динамо-Москва»), Янис Бефус («Водник»), Максим Гавриленко («Байкал-Энергия»), Вячеслав Вдовенко, Олег Толстихин («Енисей»)
Нападающие: Евгений Иванушкин («Байкал-Энергия»), Алмаз Миргазов («Енисей»), Артем Бондаренко, Павел Рязанцев («СКА-Нефтяник»), Владимир Каланчин («Кузбасс»), Игорь Ларионов («Волга»), Евгений Дергаев («Водник»)

## 2018
Вратари: Роман Черных («Енисей»), Денис Рысев («СКА-Нефтяник»)
Защитники: Юрий Викулин, Михаил Прокопьев («Енисей»), Василий Грановский («СКА-Нефтяник»), Павел Булатов, Андрей Золотарёв («Динамо-Москва»), Валерий Ивкин («СКА-Нефтяник»)
Полузащитники: Максим Ишкельдин («СКА-Нефтяник»), Сергей Шабуров («Динамо-Москва»), Юрий Шардаков («СКА-Нефтяник»), Вадим Чернов («Енисей»), Янис Бефус («СКА-Нефтяник»), Андрей Прокопьев («Енисей»), Александр Егорычев, Антон Шевцов («Байкал-Энергия»)
Нападающие: Алмаз Миргазов, Сергей Ломанов («Енисей»), Евгений Дергаев («Водник»), Артем Бондаренко («СКА-Нефтяник»), Владимир Каланчин («Кузбасс»), Павел Рязанцев («СКА-Нефтяник»)

## 2019
Вратари: Роман Черных («Енисей»), Денис Рысев («СКА-Нефтяник»)
Защитники: Юрий Викулин («СКА-Нефтяник»), Артем Ахметзянов («Енисей»), Данил Кузьмин («Водник»), Василий Грановский («СКА-Нефтяник»), Андрей Золотарёв («Динамо-Москва»), Сергей Калинин («Водник»)
Полузащитники: Максим Ишкельдин, Алан Джусоев («СКА-Нефтяник»), Сергей Шабуров («Динамо-Москва»), Янис Бефус, Юрий Шардаков («СКА-Нефтяник»), Максим Василенко («Динамо-Москва»), Андрей Прокопьев («Енисей»), Богдан Павенский («Кузбасс»)
Нападающие: Алмаз Миргазов («Енисей»), Артем Бондаренко («СКА-Нефтяник»), Евгений Дергаев («Водник»), Эрик Петтерссон («СКА-Нефтяник»), Сергей Ломанов («Енисей»), Евгений Филиппов («Динамо-Москва»)

## 2020
Список был утвержден, но не опубликован.
Вратари: Роман Черных («Водник»), Денис Рысев («СКА-Нефтяник»)
Защитники: Юрий Викулин («СКА-Нефтяник»), Данил Кузьмин («Водник»), Василий Грановский («СКА-Нефтяник»), Валерий Ивкин («Динамо-Москва»), Артем Ахметзянов («Енисей»), Николай Коньков («Уральский Трубник»).
Полузащитники: Евгений Дергаев («Водник»), Алан Джусоев («СКА-Нефтяник»), Максим Ишкельдин («СКА-Нефтяник»), Максим Василенко («Динамо-Москва»), Юрий Шардаков («СКА-Нефтяник»), Янис Бефус («Динамо-Москва»), Андрей Прокопьев («Байкал-Энергия»), Дмитрий Макаров («Енисей»).
Нападающие: Алмаз Миргазов, Сергей Ломанов («Енисей»), Эрик Петтерссон («СКА-Нефтяник»), Артем Бондаренко («СКА-Нефтяник»), Кристоффер Эдлунд («Енисей»), Владимир Каланчин («Кузбасс»).

## 2021
Вратари: Роман Черных («Динамо-Москва»), Артём Драничников («Енисей»)
Защитники: Артем Ахметзянов («Енисей»), Валерий Ивкин («Динамо-Москва»), Юрий Викулин («СКА-Нефтяник»), Данил Кузьмин («Водник»), Николай Коньков («Енисей»), Артём Бутенко («Динамо-Москва»)
Полузащитники: Юрий Шардаков («СКА-Нефтяник»), Янис Бефус («Динамо-Москва»), Максим Ишкельдин («Енисей»), Сергей Шабуров («Динамо-Москва»), Туомас Мяяття («СКА-Нефтяник»), Илья Лопатин («Енисей»), Максим Анциферов («Водник»), Никита Иванов («Динамо-Москва»)
Нападающие: Алмаз Миргазов («Енисей»), Павел Рязанцев («СКА-Нефтяник»), Евгений Дергаев («Водник»), Владислав Тарасов («Динамо-Москва»), Сергей Ломанов («Енисей»), Егор Ахманаев («Уральский трубник»).

## 2022
Вратари: Роман Черных («Динамо-Москва»), Иванчиков Юрий (Старт)
Защитники: Валерий Ивкин («Динамо-Москва»), Артем Ахметзянов («Енисей»), Данил Кузьмин («Водник»), Николай Коньков («Енисей»), Артём Бутенко («Динамо-Москва»), Калинин Сергей («Водник»).
Полузащитники: Юрий Шардаков («СКА-Нефтяник»), Янис Бефус («Динамо-Москва»), Сергей Шабуров («Динамо-Москва»), Максим Анциферов («Водник»), Никита Иванов («Динамо-Москва»), Василенко Максим («Динамо-Москва»), Янссон Симон (Кузбасс), Чупин Семен («Енисей»).
Нападающие: Алмаз Миргазов («Динамо-Москва»), Евгений Дергаев («Водник»), Владислав Тарасов (Кузбасс), Сергей Ломанов («Енисей»), Егор Ахманаев («Динамо-Москва»), Каланчин Владимир («СКА-Нефтяник»).

## 2023
Вратари: Иванчиков Юрий (Старт), Драничников Артем («Енисей»)
Защитники: Валерий Ивкин («СКА-Нефтяник»), Артем Ахметзянов («Енисей»), Данил Кузьмин («Водник»), Николай Коньков («Енисей»), Артём Бутенко («Динамо-Москва»), Калинин Сергей («Водник»).
Полузащитники: Евгений Дергаев («Водник»), Юрий Шардаков («СКА-Нефтяник»), Янис Бефус («Динамо-Москва»), Максим Анциферов («Водник»), Янссон Симон (Кузбасс), Лопатин Илья («Енисей»), Мяаття Туомас («СКА-Нефтяник»), Тремаскин Руслан (Кузбасс).
Нападающие: Никита Иванов («СКА-Нефтяник»), Алмаз Миргазов («Динамо-Москва»), Сергей Ломанов («Енисей»), Егор Ахманаев («Динамо-Москва»), Каланчин Владимир («СКА-Нефтяник»), Волгужев Евгений (Волга)

## 2024
Вратари: Иванчиков Юрий-3 (Старт), Долгополов Игорь-1 («Водник»). 

Защитники: Данил Кузьмин-5 («Водник»), Валерий Ивкин-6 («СКА-Нефтяник»), Сергей Калинин-5 («Водник»), Викулин Юрий-16 ("Байкал-Энергия), Илья Кузьмин-1 («Динамо-Москва»), Артём Азаров-1 (Кузбасс). 

Полузащитники: Янис Бефус-8 («Динамо-Москва»), Максим Анциферов-4 («Водник»), Янссон Симон-3 (Кузбасс), Мяаття Туомас-3 («СКА-Нефтяник»), Егор Рагулин-1 («Динамо-Москва»), Артём Репях-1 (Кузбасс), Арсений Козлов-1 («Водник»), Прокопьев Андрей-3 ("Байкал-Энергия). 

Нападающие: Евгений Дергаев-10 («Водник»), Никита Иванов-5 («Кузбасс»), Егор Ахманаев-4 («Динамо-Москва»), Владимир Каланчин-5 («СКА-Нефтяник»), Владислав Тарасов-3 (Кузбасс), Илья Насекин-1 («Водник»). 

## 2025
Вратари: Иванчиков Юрий-4 (Старт), Артём Катаев-1 («Кузбасс»). 

Защитники: Данил Кузьмин-6 («Водник»), Артём Бутенко-4 (Кузбасс), Илья Кузьмин-2 («Динамо-Москва»), Валерий Ивкин-7 («СКА-Нефтяник»), Николай Коньков-4 (Енисей), Сергей Калинин-6 («Водник»). 

Полузащитники: Мяаття Туомас-4 («СКА-Нефтяник»), Янис Бефус-9 («Кузбасс»), Алан Джусоев-7 (СКА-Нефтяник), Максим Анциферов-5 («Водник»), Симон Янссон-4 (Кузбасс), Илья Лопатин-3 («Енисей»), Юрий Шардаков-8 (СКА-Нефтяник), Андрей Прокопьев-4 ("Байкал-Энергия). 

Нападающие: Евгений Дергаев-11 («Водник»), Никита Иванов-6 («Кузбасс»), Илья Насекин-2 («Водник»), Роман Дарковский-1 (Кузбасс), Алексей Ничков-1 («Динамо-Москва»), Дмитрий Баранов-1 (Старт). 